# Phaseolus vulcanicus
Phaseolus vulcanicus là một loài thực vật có hoa trong họ Đậu. Loài này được (Piper) Marechal & al. miêu tả khoa học đầu tiên.